# Championnat de Pologne de tennis de table par équipes
Le championnat de Pologne de tennis de table par équipes appelé la Super Ligue polonaise de tennis de table est le plus haut niveau de compétitions masculines de tennis de table en Pologne.
Le championnat existe depuis 1931 et a été remodelé en 2009 avec la création de la Super Ligue polonaise de tennis de table (Polska Superliga Tennis de Table Sp. z o.o.) créée le 15 septembre 2009 à la suite d'un accord entre les clubs de tennis de table masculins participant aux compétitions de plus haut niveau et la Ligue Supérieure (Ekstraklasa).
Lors de la saison 2014/15, le nombre d'équipes participantes a été porté à 12 (auparavant 10). Les deux dernières équipes sont reléguées en première ligue (après la saison 2013/14, en raison de l'expansion de la ligue, personne n'a été relégué). Il y avait 14 équipes lors des saisons 2021/2022 et 2022/23. À partir de la saison 2023/24, la ligue compte à nouveau 12 équipes.
La compétition féminine est organisée quant à elle par l'Association polonaise de tennis de table et a lieu depuis 1948. Le KTS Tarnobrzeg est le club le plus titré (32).

## Palmarès

### Equipes messieurs
| Saison                                   | Champion de Pologne                       | Vice-Champion de Pologne              | Médaillé de bronze                                                          |
| ---------------------------------------- | ----------------------------------------- | ------------------------------------- | --------------------------------------------------------------------------- |
| 1931/1932                                | Makkabi Łódź                              | Hasmonea Lwów                         | Makkabi Kraków                                                              |
| 1932/1933                                | Hasmonea Lwów                             | Wisła Kraków                          | ---                                                                         |
| 1933/1934                                | Samson Tarnów                             | Makkabi Łódź                          | Hasmonea Lwów                                                               |
| 1934/1935                                | Hasmonea Warszawa                         | YMCA Warszawa                         | Samson Tarnów                                                               |
| 1935/1936                                | Samson Tarnów                             | Hasmonea Warszawa                     | YMCA Warszawa                                                               |
| 1936/1937                                | Samson Tarnów                             | Hasmonea Warszawa                     | Hagibor Kraków                                                              |
| 1937/1938                                | Samson Tarnów                             | PZL Warszawa                          | Hasmonea Lwów                                                               |
| 1938/1939                                | Samson Tarnów                             | Makkabi Chorzów                       | PZL Warszawa                                                                |
| 1945/1946                                | Cracovia                                  | Orzeł Warszawa                        | BOS Warszawa                                                                |
| 1946/1947                                | Kop. Polska Świętochłowice                | Legia Warszawa                        | Cracovia                                                                    |
| 1947/1948                                | Kop. Polska Świętochłowice                | Siemianowiczanka                      | Społem Wrocław                                                              |
| 1948/1949                                | Cracovia                                  | Związkowiec Warszawa                  | Polonia Warszawa                                                            |
| 1949/1950                                | Stal Siemianowice Śl.                     | Ogniwo Wrocław                        | Związkowiec Warszawa                                                        |
| 1950/1951                                | Ogniwo Wrocław                            | Ogniwo Kraków                         | Budowlani Warszawa                                                          |
| 1951/1952                                | Ogniwo Wrocław                            | Stal Siemianowice Śl.                 | Ogniwo Kraków                                                               |
| 1952/1953                                | Ogniwo Wrocław                            | Stal Siemianowice Śl.                 | Spójnia Warszawa                                                            |
| 1953/1954                                | Spójnia Warszawa                          | Budowlani Warszawa                    | Stal Siemianowice Śl.                                                       |
| 1954/1955                                | Sparta Warszawa                           | Sparta Wrocław                        | Budowlani Warszawa                                                          |
| 1955/1956                                | Sparta Warszawa                           | Budowlani Warszawa                    | Ślęza Wrocław                                                               |
| 1956/1957                                | Sparta Warszawa                           | Start Łódź                            | Ślęza Wrocław                                                               |
| 1957/1958                                | Sparta Warszawa                           | Skra Warszawa                         | Ślęza Wrocław                                                               |
| 1958/1959                                | Sparta Warszawa                           | Polonia Warszawa                      | Ślęza Wrocław                                                               |
| 1959/1960                                | Sparta Warszawa                           | Polonia Warszawa                      | Ślęza Wrocław                                                               |
| 1960/1961                                | Sparta Warszawa                           | Polonia Warszawa                      | AZS Gliwice                                                                 |
| 1961/1962                                | Sparta Warszawa                           | Start Gdynia                          | Start Łódź                                                                  |
| 1962/1963                                | Sparta Warszawa                           | Start Gdynia                          | Start Łódź                                                                  |
| 1963/1964                                | Sparta Warszawa                           | AZS Gliwice                           | Start Łódź                                                                  |
| 1964/1965                                | Sparta Warszawa                           | Włókniarz Łódź                        | AZS Gliwice                                                                 |
| 1965/1966                                | Spójnia Warszawa                          | Włókniarz Łódź                        | AZS Gliwice                                                                 |
| 1966/1967                                | Spójnia Warszawa                          | Wawel Wirek                           | AZS Gliwice                                                                 |
| 1967/1968                                | Spójnia Warszawa                          | Włókniarz Łódź                        | AZS Gliwice                                                                 |
| 1968/1969                                | Spójnia Warszawa                          | Włókniarz Łódź                        | AZS Gliwice                                                                 |
| 1969/1970                                | Spójnia Warszawa                          | AZS Gliwice                           | Stal Stalowa Wola                                                           |
| 1970/1971                                | Spójnia Warszawa                          | Włókniarz Łódź                        | Siarka Tarnobrzeg                                                           |
| 1971/1972                                | Włókniarz Łódź                            | Siarka Tarnobrzeg                     | Spójnia Warszawa                                                            |
| 1972/1973                                | Siarka Tarnobrzeg                         | Włókniarz Łódź                        | ROW Rybnik                                                                  |
| 1973/1974                                | Siarka Tarnobrzeg                         | Włókniarz Łódź                        | Zagłębie Lubin                                                              |
| 1974/1975                                | AZS Gliwice                               | Włókniarz Łódź                        | Siarka Tarnobrzeg                                                           |
| 1975/1976                                | AZS Gliwice                               | Siarka Tarnobrzeg                     | Zagłębie Lubin                                                              |
| 1976/1977                                | Włókniarz Łódź                            | AZS Gliwice                           | AZS Gdańsk                                                                  |
| 1977/1978                                | AZS Gliwice                               | AZS Gdańsk                            | Włókniarz Łódź                                                              |
| 1978/1979                                | AZS Gdańsk                                | AZS Gliwice                           | Włókniarz Łódź                                                              |
| 1979/1980                                | AZS Gdańsk                                | GKS Jastrzębie                        | Włókniarz Łódź                                                              |
| 1980/1981                                | AZS Gdańsk                                | AZS Gliwice                           | Włókniarz Łódź                                                              |
| 1981/1982                                | AZS AWF Gdańsk                            | AZS Gliwice                           | GKS Jastrzębie                                                              |
| 1982/1983                                | AZS AWF Gdańsk                            | AZS Gliwice                           | GKS Jastrzębie                                                              |
| 1983/1984                                | AZS AWF Gdańsk                            | AZS Gliwice                           | Górnik 23 Czerwonka                                                         |
| 1984/1985                                | AZS AWF Gdańsk                            | AZS Gliwice                           | GKS Jastrzębie                                                              |
| 1985/1986                                | AZS AWF Gdańsk                            | AZS Gliwice                           | Górnik 23 Czerwonka                                                         |
| 1986/1987                                | AZS Gliwice                               | AZS AWF Gdańsk                        | Górnik 23 Czerwonka                                                         |
| 1987/1988                                | AZS Gliwice                               | AZS AWF Gdańsk                        | Górnik 23 Czerwonka                                                         |
| 1988/1989                                | AZS Gliwice                               | AZS AWF Gdańsk                        | Zagłębie Lubin                                                              |
| 1989/1990                                | AZS Gliwice                               | AZS AWF Gdańsk                        | Lumel Zielona Góra                                                          |
| 1990/1991                                | AZS Gliwice                               | Zagłębie Lubin                        | AZS AWF Gdańsk                                                              |
| 1991/1992                                | Baildon Katowice                          | Uni-Complet Zielona Góra              | Górnik 23 Czerwonka                                                         |
| 1992/1993                                | Euromirex Radom                           | Baildon Katowice                      | Lumel Zielona Góra                                                          |
| 1993/1994                                | Euromirex Radom                           | Baildon Katowice                      | Lumel Zielona Góra                                                          |
| 1994/1995                                | Euromirex Radom                           | Baildon Katowice                      | AZS AWF Gdańsk                                                              |
| 1995/1996                                | Baildon Katowice                          | Nordis Zielona Góra                   | AZS AWF Gdańsk                                                              |
| 1996/1997                                | KS Piaseczno                              | Pogoń Lębork                          | Morliny Ostróda                                                             |
| 1997/1998                                | KS Piaseczno                              | Morliny Ostróda                       | Pogoń Lębork                                                                |
| 1998/1999                                | Morliny Ostróda                           | Olimpia Grudziądz                     | AZS AWF Gdańsk                                                              |
| 1999/2000                                | Morliny Ostróda                           | Odra Głoska Księginice                | ZKS Gaz Polski Zielona Góra                                                 |
| 2000/2001                                | Olimpia-Unia Grudziądz                    | Odra Głoska Księginice                | Morliny Ostróda                                                             |
| 2001/2002                                | Odra Głoska Księginice                    | ZKS Gaz Polski Zielona Góra           | Legiz Morliny Ostróda                                                       |
| 2002/2003                                | Odra Głoska Księginice                    | ZKS Zielona Góra                      | Olimpia-Unia Grudziądz                                                      |
| 2003/2004                                | Odra Głoska Księginice                    | Olimpia-Unia Grudziądz                | ZKS Zielona Góra                                                            |
| 2004/2005                                | Odra Głoska Księginice                    | Olimpia-Unia Grudziądz                | Tęcza Nowa Wieś Lęborska                                                    |
| 2005/2006                                | Odra Głoska Księginice                    | Olimpia-Unia Grudziądz                | Tur Jaktorów, Tęcza Nowa Wieś Lęborska                                      |
| 2006/2007                                | Odra Głoska Księginice                    | Bogoria Grodzisk Mazowiecki           | Pełcz Górki Noteckie, Olimpia-Unia Grudziądz                                |
| 2007/2008                                | Bogoria Grodzisk Mazowiecki               | Trasko Ostrzeszów                     | Opoka Trzebinia, Dojlidy Białystok                                          |
| 2008/2009                                | Bogoria Grodzisk Mazowiecki (2)           | Gorzovia Gorzów Wlkp.                 | Trasko Ostrzeszów, AZS Rzeszów                                              |
| Super Ligue polonaise de tennis de table |                                           |                                       |                                                                             |
| 2009/2010                                | Bogoria Grodzisk Mazowiecki (3)           | Pogoń Lębork                          | Gorzovia Gorzów Wlkp., Ostródzianka Ostróda                                 |
| 2010/2011                                | Olimpia-Unia Grudziądz (2)                | Bogoria Grodzisk Mazowiecki           | Gorzovia Gorzów Wlkp., Pogoń Lębork                                         |
| 2011/2012                                | Bogoria Grodzisk Mazowiecki (4)           | ZKS Drzonków                          | AZS Rzeszów, Silesia Miechowice                                             |
| 2012/2013                                | Olimpia-Unia Grudziądz (3)                | Bogoria Grodzisk Mazowiecki           | ZKS Palmiarnia Zielona Góra, Kolping Jarosław                               |
| 2013/2014                                | Bogoria Grodzisk Mazowiecki (5)           | Olimpia-Unia Grudziądz                | Kolping Jarosław, TTS Polonia Bytom                                         |
| 2014/2015                                | Olimpia-Unia Grudziądz (4)                | Bogoria Grodzisk Mazowiecki           | Kolping Jarosław, Dekorglass Działdowo                                      |
| 2015/2016                                | Olimpia-Unia Grudziądz (5)                | Dekorglass Działdowo                  | Kolping Jarosław, TTS Polonia Bytom                                         |
| 2016/2017                                | Dartom Bogoria Grodzisk Mazowiecki (6)    | AZS AWFiS Balta Gdańsk                | KS Dekorglass Działdowo, Lotto ZOOLeszcz Gwiazda Bydgoszcz                  |
| 2017/2018                                | PKS Kolping Frac Jarosław                 | Dartom Bogoria Grodzisk Mazowiecki    | Fibrain AZS Politechnika Rzeszów, KS Dekorglass Działdowo                   |
| 2018/2019                                | Dartom Bogoria Grodzisk Mazowiecki (7)    | KS Dekorglass Działdowo               | PKS Kolping FRAC Jarosław, KS Unia AZS AWFiS Gdańsk                         |
| 2019/2020                                | PKS Kolping Frac Jarosław (2)             | Dartom Bogoria Grodzisk Mazowiecki    | KS Dekorglass Działdowo                                                     |
| 2020/2021                                | KS Dekorglass Działdowo                   | KS Dartom Bogoria Grodzisk Mazowiecki | Sokołów S.A. Jarosław, KS AZS AWFiS Balta Gdańsk                            |
| 2021/2022                                | KS Dartom Bogoria Grodzisk Mazowiecki (8) | Lotto Polski Cukier Gwiazda Bydgoszcz | KS Dekorglass Działdowo, KS AZS AWFiS Balta Gdańsk                          |
| 2022/2023                                | KS Dartom Bogoria Grodzisk Mazowiecki (9) | KS Dekorglass Działdowo               | Global Pharma Orlicz 1924 Suchedniów, Lotto Polski Cukier Gwiazda Bydgoszcz |
| 2023/2024                                | Dartom Bogoria Grodzisk Mazowiecki (10)   | KS Dekorglass Działdowo               | Polski Cukier Gwiazda Bydgoszcz, Petralana TTS Polonia Bytom                |
| 2024/2025                                | KS Dekorglass Działdowo (2)               | Dartom Bogoria Grodzisk Mazowiecki    | Balta AZS AWFiS Gdańsk, Villa Verde KS Olesno                               |

### Equipes dames
| Saison    | Champion de Pologne                  | Vice-Champion de Pologne                | Médaillé de bronze                                            |
| --------- | ------------------------------------ | --------------------------------------- | ------------------------------------------------------------- |
| 1948/1949 | Pocztowiec Warszawa                  | Przyszłość Włochy                       | YMCA Poznań                                                   |
| 1949/1950 | Górnik Świętochłowice                | Związkowiec Warszawa                    | Kolejarz Gdańsk                                               |
| 1950/1951 | Unia Otmuchów                        | Górnik Świętochłowice                   | Stal Poznań                                                   |
| 1951/1952 | Stal Poznań                          | Unia Otmuchów                           | Budowlani Warszawa                                            |
| 1952/1953 | Włókniarz Łódź                       | Spójnia Otmuchów                        | Górnik Świętochłowice                                         |
| 1953/1954 | Włókniarz Łódź                       | Spójnia Otmuchów                        | Stal Gdańsk                                                   |
| 1954/1955 | Stal Poznań                          | AZS Kraków                              | Sparta Otmuchów                                               |
| 1955/1956 | Włókniarz Łódź                       | Gedania Gdańsk                          | Pogoń Szczecin                                                |
| 1956/1957 | Włókniarz Łódź                       | AZS Kraków                              | Gedania Gdańsk                                                |
| 1957/1958 | Włókniarz Zgrzebne Łódź              | AZS Kraków                              | Gedania Gdańsk                                                |
| 1958/1959 | AZS Kraków                           | Włókniarz Zgrzebne Łódź                 | Pogoń Szczecin                                                |
| 1959/1960 | AZS Kraków                           | Włókniarz Zgrzebne Łódź                 | Stal Mielec                                                   |
| 1960/1961 | AZS Kraków                           | Włókniarz Zgrzebne Łódź                 | Stal Mielec                                                   |
| 1961/1962 | AZS Kraków                           | Włókniarz Łódź                          | AZS Łódź                                                      |
| 1962/1963 | Kraków                               | Łódź                                    | Szczecin                                                      |
| 1963/1964 | Łódź                                 | Gdańsk                                  | Kraków                                                        |
| 1964/1965 | Łódź I                               | Gdańsk                                  | Łódź II                                                       |
| 1965/1966 | Tramwajarz Łódź                      | Piast Ostrzeszów                        | HKS Siemianowice Śląskie                                      |
| 1966/1967 | AZS Łódź                             | Ślęza Wrocław                           | San Poznań                                                    |
| 1967/1968 | AZS Łódź                             | Spójnia Warszawa                        | Ślęza Wrocław                                                 |
| 1968/1969 | Spójnia Warszawa                     | Włókniarz Łódź                          | Polonia Warszawa                                              |
| 1969/1970 | AZS Łódź                             | Włókniarz Łódź                          | ROW Rybnik                                                    |
| 1970/1971 | AZS Łódź                             | Włókniarz Łódź                          | ROW Rybnik                                                    |
| 1971/1972 | Spójnia Warszawa                     | AZS Łódź                                | ROW Rybnik                                                    |
| 1972/1973 | Zagłębie Lubin                       | Siarka Tarnobrzeg                       | AZS Gliwice                                                   |
| 1973/1974 | AZS Gliwice                          | Siarka Tarnobrzeg                       | Zagłębie Lubin                                                |
| 1974/1975 | Spójnia Warszawa                     | MRKS Gdańsk                             | Zagłębie Lubin                                                |
| 1975/1976 | ROW Rybnik                           | Zagłębie Lubin                          | Spójnia Warszawa                                              |
| 1976/1977 | Spójnia Warszawa                     | PKS Odra Wrocław                        | Zagłębie Lubin                                                |
| 1977/1978 | Motor Lublin                         | Spójnia Warszawa                        | Wanda Nowa Huta                                               |
| 1978/1979 | Motor Lublin                         | Spójnia Warszawa                        | Wanda Nowa Huta                                               |
| 1979/1980 | Spójnia Warszawa                     | Motor Lublin                            | Siarka Tarnobrzeg                                             |
| 1980/1981 | Motor Lublin                         | Spójnia Warszawa                        | Siarka Tarnobrzeg                                             |
| 1981/1982 | Spójnia Warszawa                     | Motor Lublin                            | Siarka Tarnobrzeg                                             |
| 1982/1983 | Włókniarz Łódź                       | GKS Jastrzębie-Zdrój                    | Motor Lublin                                                  |
| 1983/1984 | GKS Jastrzębie-Zdrój                 | MKS Chełmno                             | Włókniarz Łódź                                                |
| 1984/1985 | GKS Jastrzębie-Zdrój                 | Włókniarz Łódź                          | Siarka Tarnobrzeg                                             |
| 1985/1986 | GKS Jastrzębie-Zdrój                 | Włókniarz Łódź                          | Motor Lublin                                                  |
| 1986/1987 | GKS Jastrzębie-Zdrój                 | Włókniarz Łódź                          | Motor Lublin                                                  |
| 1987/1988 | Włókniarz Łódź                       | GKS Jastrzębie-Zdrój                    | AZS Politechnika Wrocławska                                   |
| 1988/1989 | Włókniarz Łódź                       | Motor Lublin                            | AZS Politechnika Wrocławska                                   |
| 1989/1990 | Włókniarz Łódź                       | Siarka Tarnobrzeg                       | Motor Lublin                                                  |
| 1990/1991 | Siarka Tarnobrzeg                    | Zofiówka Jastrzębie                     | Motor Lublin                                                  |
| 1991/1992 | Siarka Tarnobrzeg                    | Stal Zawadzkie                          | Start Włocławek                                               |
| 1992/1993 | Siarka Tarnobrzeg                    | Start Włocławek                         | Stal Zawadzkie                                                |
| 1993/1994 | Siarka Tarnobrzeg                    | Start Włocławek                         | Wanda Nowa Huta                                               |
| 1994/1995 | Siarka Tarnobrzeg                    | Wanda Nowa Huta                         | Ogrodnik Bielsko-Biała                                        |
| 1995/1996 | Siarka Tarnobrzeg                    | Wanda Nowa Huta                         | AZS-LZS Bielsko-Biała                                         |
| 1996/1997 | Siarka Tarnobrzeg                    | AZS WSP Częstochowa                     | Wanda Nowa Huta                                               |
| 1997/1998 | Telwolt Tarnobrzeg                   | Wanda Nowa Huta                         | Cyfral Zagrodniki SP-12 Łódź                                  |
| 1998/1999 | Telwolt Tarnobrzeg                   | Cyfral Zagrodniki SP-12 Łódź            | Noteć Rolkop Inowrocław                                       |
| 1999/2000 | Telwolt Tarnobrzeg                   | MKS Iskra Konin                         | AZS Politechnika Wrocławska                                   |
| 2000/2001 | ASTS Siarka Tarnobrzeg               | AZS Politechnika Wrocławska             | AZS WSZ Konin                                                 |
| 2001/2002 | ASTS Siarka Tarnobrzeg               | AZS Politechnika Wrocławska             | LUKS Cekol Stawiguda                                          |
| 2002/2003 | KTS Sandomierz                       | LUKS Stawiguda                          | AZS WSP Print Cycero Częstochowa                              |
| 2003/2004 | KTS Elpe Eltex Tarnobrzeg            | AJD Print Cycero Rolnik AZS Częstochowa | KU AZS UE Wrocław                                             |
| 2004/2005 | KTS Elpe Eltex Tarnobrzeg            | AZS AJD Częstochowa                     | KU AZS UE Wrocław                                             |
| 2005/2006 | GLKS Mago Wanzl Scania Nadarzyn      | KTS Elpe Eltex Tarnobrzeg               | KU AZS UE Wrocław                                             |
| 2006/2007 | KTS Eltex-Wisan Tarnobrzeg           | KU AZS AE Wrocław                       | KS Bronowianka Kraków                                         |
| 2007/2008 | KTS Wisan Forbet Tarnobrzeg          | GLKS Mago Scania Nadarzyn               | Ceramika Budowlana Odonów MLEK-POL Rafaello Kazimierza Wielka |
| 2008/2009 | KTS Tarnobrzeg                       | MUKS Start Nadarzyn                     | KU AZS AJD Częstochowa                                        |
| 2008/2009 | KTS Tarnobrzeg                       | MUKS Start Nadarzyn                     | SKTS Best-Chem Sochaczew                                      |
| 2009/2010 | KTS Forbet OWG Tarnobrzeg            | GLKS Wanzl Nadarzyn                     | KS Bronowianka Kraków                                         |
| 2009/2010 | KTS Forbet OWG Tarnobrzeg            | GLKS Wanzl Nadarzyn                     | KU AZS UE Wrocław                                             |
| 2010/2011 | KTS Forbet Tarnobrzeg                | LUKS Warmia Lidzbark Warmiński          | MKSTS Polkowice                                               |
| 2010/2011 | KTS Forbet Tarnobrzeg                | LUKS Warmia Lidzbark Warmiński          | SKTS Sochaczew                                                |
| 2011/2012 | KTS Zamek-OWG Tarnobrzeg             | SKTS Sochaczew                          | KU AZS AJD Częstochowa                                        |
| 2011/2012 | KTS Zamek-OWG Tarnobrzeg             | SKTS Sochaczew                          | MKSTS Polkowice                                               |
| 2012/2013 | KTS Zamek Tarnobrzeg                 | GLKS Wanzl Scania Nadarzyn              | SKTS Sochaczew                                                |
| 2012/2013 | KTS Zamek Tarnobrzeg                 | GLKS Wanzl Scania Nadarzyn              | Polmlek Zamer Lidzbark Warmiński                              |
| 2013/2014 | KTS Zamek-SPAR Tarnobrzeg            | GLKS Wanzl Scania Nadarzyn              | KS Bronowianka Kraków                                         |
| 2013/2014 | KTS Zamek-SPAR Tarnobrzeg            | GLKS Wanzl Scania Nadarzyn              | MKSTS DWSPiT Polkowice                                        |
| 2014/2015 | KTS SPAR Zamek Tarnobrzeg            | SKTS Sochaczew                          | GLKS Wanzl Scania Nadarzyn                                    |
| 2014/2015 | KTS SPAR Zamek Tarnobrzeg            | SKTS Sochaczew                          | KU AZS UE Wrocław                                             |
| 2015/2016 | KTS SPAR Zamek Tarnobrzeg            | SKTS Sochaczew                          | Polmlek Zamer Lidzbark Warmiński                              |
| 2015/2016 | KTS SPAR Zamek Tarnobrzeg            | SKTS Sochaczew                          | GLKS Wanzl Scania Nadarzyn                                    |
| 2016/2017 | KTS Siarka-ZOT Tarnobrzeg            | Bebetto AZS AJD Częstochowa             | SKTS Sochaczew                                                |
| 2016/2017 | KTS Siarka-ZOT Tarnobrzeg            | Bebetto AZS AJD Częstochowa             | KU AZS UE Wrocław                                             |
| 2017/2018 | KTS Siarka Enea Tarnobrzeg           | AZS UE Wrocław                          | Bebetto AZS AJD Częstochowa                                   |
| 2017/2018 | KTS Siarka Enea Tarnobrzeg           | AZS UE Wrocław                          | Polmlek Lidzbark Warmiński                                    |
| 2018/2019 | KTS Enea Siarka Tarnobrzeg           | Polmlek Lidzbark Warmiński              | GLKS Scania Nadarzyn                                          |
| 2018/2019 | KTS Enea Siarka Tarnobrzeg           | Polmlek Lidzbark Warmiński              | KU AZS UE Wrocław                                             |
| 2019/2020 | KTS Enea Siarka Tarnobrzeg           | KU AZS UE Wrocław                       | Bebetto AZS UJD Częstochowa                                   |
| 2019/2020 | KTS Enea Siarka Tarnobrzeg           | SKTS Sochaczew                          | Bebetto AZS UJD Częstochowa                                   |
| 2020/2021 | KTS Enea Siarka Tarnobrzeg           | KU AZS UE Wrocław                       | SKTS Sochaczew                                                |
| 2020/2021 | KTS Enea Siarka Tarnobrzeg           | KU AZS UE Wrocław                       | Bebetto AZS UJD Częstochowa                                   |
| 2021/2022 | KU AZS UE Wrocław                    | KTS Enea Siarkopol Tarnobrzeg           | SKTS Sochaczew                                                |
| 2021/2022 | KU AZS UE Wrocław                    | KTS Enea Siarkopol Tarnobrzeg           | Bebetto AZS UJD Częstochowa                                   |
| 2022/2023 | KTS Enea Siarkopol Tarnobrzeg        | Bebetto AZS UJD Częstochowa             | SKTS Sochaczew                                                |
| 2022/2023 | KTS Enea Siarkopol Tarnobrzeg        | Bebetto AZS UJD Częstochowa             | KU AZS UE Wrocław                                             |
| 2023/2024 | KTS Enea Siarkopol Tarnobrzeg        | KS AZS UE Wrocław                       | SKTS Sochaczew                                                |
| 2023/2024 | KTS Enea Siarkopol Tarnobrzeg        | KS AZS UE Wrocław                       | Bebetto AZS UJD Częstochowa                                   |
| 2024/2025 | PGE Fibrain AZS Politechnika Rzeszów | KTS Enea Siarkopol Tarnobrzeg           | UE AZS Wrocław                                                |
| 2024/2025 | PGE Fibrain AZS Politechnika Rzeszów | KTS Enea Siarkopol Tarnobrzeg           | MUKS Start Nadarzyn                                           |